# 2019冠状病毒病西藏自治区疫情
2019冠状病毒病西藏自治区疫情（藏語：བོད་རང་སྐྱོང་ལྗོངས་ཀྱིས་ཏོག་གསར་གློ་ཚད་རིམས་ནད་།），介绍2019冠状病毒病疫情中，在中华人民共和国西藏自治区发生的情况。

## 时间轴

### 2020年
西藏雖然當時沒有疑似和確診病例，但也在1月27日成立由西藏自治区党委书记和自治区主席任组长的自治区应对新型冠状病毒感染肺炎疫情工作领导小组，同時西藏启动重大突发公共卫生事件Ⅱ级响应，並從同日起西藏所有旅游景区暂停開放，所有進入西藏者需要在指定場所隔離觀察14日。1月29日，西藏重大突发公共卫生事件响应升级为一级。
1月29日，西藏報告首宗懷疑個案，湖北隨州人，1月22-24日自武昌站乘火車至拉薩。1月30日，转为确诊病例。2月12日，该患者从西藏自治区第三人民医院治愈出院，至此西藏确诊病例、疑似病例数量全部归零。
3月25日，为最大限度降低疫情输入风险，西藏启用西藏“健康码”，对进藏人员进行精准防控。

### 2022年
8月8日，從西藏自治區阿里地區應對新冠肺炎疫情防控工作領導小組辦公室獲悉，在8月7日的常规核酸检测中，4名外来旅游人员新冠病毒核酸检测为阳性，并确诊为无症状感染者。此次新增结束了西藏连续920天无新增感染者的记录。當天日喀则市全域实行為期三天的静默管理。同日，拉萨市在重点人员核酸检测中发现18名新冠病毒核酸检测初筛阳性人员，其中有10人从日喀则抵拉。8月9日，布達拉宮、羅布林卡、西藏博物館關閉。西藏全境開始全員核酸檢測。根据病例和病毒基因测序结果分析显示，此次疫情的毒株系奥密克戎BA.2.76，流行病学调查和环境采样结果提示此次疫情为输入性疫情。
8月9日，日喀则市新增本土新冠病毒感染者13例，阿里地区噶尔县报告发现新冠病毒无症状感染者5例，系噶尔县全员核酸检测中发现。此前，日喀则市及阿里地区普兰县共新增7名新冠病毒无症状感染者，其中，日喀则市5人、普兰县2人。8月10日，日喀则暂停吉隆口岸货物出口。截至8月10日24时，西藏累计本土新冠肺炎确诊病例15例（其中拉萨市4例、日喀则市8例、山南市1例、林芝市2例），本土无症状感染者107例（其中拉萨市41例、日喀则市 31例、山南市7例、林芝市3例、阿里地区25例）。西藏共有高风险区18个，中风险区51个（其中拉萨高风险1个，中风险19个；日喀则市高风险14个，中风险6个；林芝市高风险3个，中风险12个； 阿里地区中风险区14个）。
8月11日，西藏新增本土确诊病例7例、 无症状感染者20例。當天起阿里地区實行3天全域静态管理。
8月12日凌晨3时至8月15日凌晨3时，拉萨在主城区以社区网格为基本单位开展消杀。西藏自治区卫生健康委副主任谭相东表示，阳性病例大部分都有边境地区的旅居史。此外，日喀则市卫生健康委员会党组书记、副主任邓科，市卫生健康委员会党组副书记、主任普次，桑珠孜区委副书记、区长普琼，吉隆县政府党组成员、副县长普琼，仲巴县政府党组成员、副县长白珍5名领导干部，因疫情防控工作落实不到位被免职。当日新增本土新冠肺炎确诊病例4例，其中3例在日喀则市、拉萨1例无症状感染者转为确诊病例。新增本土无症状感染者28例，其中日喀则市12例、阿里地区7例、林芝市6例、昌都市3例。
8月13日，西藏自治区新增本土新冠肺炎确诊病例59例，无症状感染者443例。由于西藏地广人稀、低压缺氧，复核时间用时较长，西藏感染病例数量增长较快。为不耽误初筛阳性人员隔离、治疗，及时管控传染源，对核酸检测初筛阳性人员不再进行复核，按无症状感染者管理。
8月14日，日喀则市全域静默管理时间延长至2022年8月21日13时。當天西藏全区本土新增确诊病例69例（其中拉萨市20例、日喀则市11例、昌都市2例、林芝市23例、那曲市5例、阿里地区8例），原本8月15日凌晨3时到期的拉萨主城区消杀管理时间再延长三天至8月18日凌晨3时。
8月15日，西藏新增本土新冠肺炎确诊病例26例（其中日喀则市16例、林芝市1例、昌都市3例、那曲市6例）。新增无症状感染者629例（其中拉萨市237例、日喀则市311例、山南市14例、林芝市4例、昌都市1例、那曲市18例、阿里地区44例）。拉萨全市中小学校于8月15日起开展线上教学工作。
8月16日起，西藏公路、铁路、民航部门开始执行所有离藏人员“三天两检”（连续三日内间隔24小时两次核酸检测）阴性证明、“藏易通”绿码、抗原检测呈阴性的防控措施。当日西藏全区新增本土新冠肺炎确诊病例16例（其中拉萨市8例、日喀则市3例、林芝市2例、昌都市3例）。新增无症状感染者670例（其中拉萨市184例、日喀则市292 例、山南市47例、林芝市17例、昌都市1例、那曲市 16例、阿里地区113例）。
8月17日，西藏全区新增本土新冠肺炎确诊病例19例（其中拉萨市1例，为无症状感染者转确诊病例，日喀则市4例，林芝市4例，1例为无症状感染者转确诊病例，昌都市7例、那曲市3例）。新增无症状感染者870例（其中拉萨市331例、日喀则市301例、山南市22例、林芝市35例、昌都市3例、那曲市35例、阿里地区143例）。
拉薩原本至8月18日凌晨3时的临时性社会面管控再延长三天至8月21日凌晨3時。
8月18日，西藏全区新增本土新冠肺炎确诊病例15例（其中拉萨市1例、日喀则市8例、林芝市3例、昌都市3例）。新增无症状感染者665例（其中拉萨市225例、日喀则市211例、山南市55例、林芝市31例、昌都市6例、那曲市46例、阿里地区91例）。
8月19日，西藏新增本土新冠肺炎确诊病例22例（其中拉萨市5例、日喀则市17例）。新增无症状感染者501例（其中拉萨市178例、日喀则市197例、山南市23例、林芝市20例、昌都市4例、那曲市16例、阿里地区63例）。
受此轮疫情影响，2022年8月19日至9月10日，拉萨至北京西Z22次列车运行区段缩短为拉萨至西宁，改为西宁终到；2022年8月21日至9月12日北京西至西宁Z21次运行区段缩短为西宁至拉萨，北京西至西宁段双向停运。
8月20日，西藏新增本土新冠肺炎确诊病例34例（其中拉萨市26例、日喀则市3例、山南市4例、阿里地区1例）。新增无症状感染者560例（其中拉萨市188例、日喀则市209例、山南市43例、林芝市43例、昌都市3例、那曲市30例、阿里地区44例）。同日，西藏自治区应对新型冠状病毒肺炎疫情工作领导小组发布《关于切实做好在藏滞留人员服务保障工作的措施》
8月21日，西藏新增本土新冠肺炎确诊病例55例（其中拉萨市26例、日喀则市25例、林芝市2例、阿里地区2例）。新增无症状感染者494例（其中拉萨市169例、日喀则市175例、山南市43例、林芝市32例、昌都市5例、那曲市30例、阿里地区40例）。
8月22日，西藏新增本土新冠肺炎确诊病例27例（其中拉萨市10例、日喀则市1例、昌都市10例、那曲市2例、阿里地区4例）。新增无症状感染者518例（其中拉萨市185例、日喀则市190例、山南市42例、林芝市10例、昌都市8例、那曲市39例、阿里地区44例）。
8月23日，西藏新增本土新冠肺炎确诊病例23例（其中拉萨市10例、日喀则市1例、林芝市12例）。新增无症状感染者543例（其中拉萨市194例、日喀则市186例、山南市30例、林芝市27例、昌都市11例、那曲市48例、阿里地区47例）。当日日喀则市已对77名在疫情防控中作风漂浮、失职渎职的干部给予追责问责，其中免职10人；对12名实绩突出的干部火线提拔。
8月24日0时至24时，西藏新增本土新冠肺炎确诊病例37例,新增无症状感染者521例。
8月25日，西藏新增本土新冠肺炎确诊病例83例（其中拉萨市45例、山南市1例、林芝市8例、昌都市26例、那曲市3例）。新增无症状感染者444例（其中拉萨市146例、日喀则市162例、山南市35例、林芝市9例、昌都市2例、那曲市47例、阿里地区43例）。
8月26日，西藏新增本土新冠肺炎确诊病例34例（其中拉萨市14例、日喀则市2例、山南市3例、林芝市2例、昌都市12例、那曲市1例）。新增无症状感染者419例（其中拉萨市159例、日喀则市140例、山南市25例、林芝市4例、昌都市4例、那曲市44例、阿里地区43例）。
8月27日，西藏新增本土新冠肺炎确诊病例51例（其中拉萨市36例、日喀则市3例、山南市1例、林芝市1例、昌都市2例、那曲市8例）。新增无症状感染者452例（其中拉萨市160例、日喀则市141例、山南市11例、林芝市5例、昌都市7例、那曲市89例、阿里地区39例）。
8月28日，西藏新增本土新冠肺炎确诊病例24例（其中拉萨市12例、山南市1例、昌都市7例、那曲市4例）。新增无症状感染者570例（其中拉萨市252例、日喀则市171例、山南市8例、林芝市5例、昌都市5例、那曲市92例、阿里地区37例）。
8月29日，西藏新增本土新冠肺炎确诊病例49例（其中拉萨市31例、日喀则市4例、山南市3例、林芝市1例、昌都市4例、那曲市5例、阿里地区1例）。新增无症状感染者645例（其中拉萨市244例、日喀则市212例、山南市19例、林芝市1例、昌都市8例、那曲市121例、阿里地区40例）。拉萨市近期新增阳性病例均在高风险区、集中隔离场所、闭环管理人员中发现，社会面传播链基本阻断，基本实现社会面清零。
8月30日，西藏新增本土新冠肺炎确诊病例45例（其中拉萨市28例、日喀则市4 例、林芝市2例、昌都市4例、那曲市7例）。新增无症状感染者674例（其中拉萨市261例、日喀则市192例、山南市15例、昌都市8例、那曲市140例、阿里地区58例）。
8月31日，西藏新增本土新冠肺炎确诊病例53例（其中拉萨市20例、日喀则市10例、昌都市17例、那曲市6例）。新增无症状感染者621例（其中拉萨市260例、日喀则市165例、山南市2例、林芝市1例、昌都市2例、那曲市120例、阿里地区71例）。
9月1日，西藏新增本土新冠肺炎确诊病例46例（其中拉萨市15例、日喀则市8例、林芝市1例、昌都市16例、那曲市6例）。新增无症状感染者575例（其中拉萨市257例、日喀则市160例、山南市3例、昌都市7例、那曲市82例、阿里地区66例）。
9月2日，西藏新增本土新冠肺炎确诊病例65例（其中拉萨市18例、日喀则市10例、林芝市30例、昌都市6例、那曲市1例）。新增无症状感染者524例（其中拉萨市233例、日喀则市168例、山南市1例、昌都市6例、那曲市78例、阿里地区38例）。
9月3日，西藏新增本土新冠肺炎确诊病例51例（其中拉萨市15例、日喀则市9例、林芝市1例、昌都市20例、那曲市6例）。新增无症状感染者505例（其中拉萨市236例、日喀则市160例、山南市3例、昌都市13例、那曲市62例、阿里地区31例）。
9月4日，西藏新增本土新冠肺炎确诊病例64例（其中拉萨市32例、日喀则市6例、昌都市18例、那曲市8例）。新增无症状感染者452例（其中拉萨市208例、日喀则市153例、山南市7例、林芝市1例、昌都市4例、那曲市51例、阿里地区28例）。
9月5日起，拉萨市所有低风险村（社区）有序恢复正常生产生活秩序。当日西藏新增本土新冠肺炎确诊病例52例（其中拉萨市29例、日喀则市2例、昌都市15例、那曲市6例）。新增无症状感染者453例（其中拉萨市210例、日喀则市149例、山南市8例、林芝市1例、昌都市14例、那曲市45例、阿里地区26例）。
9月6日，西藏新增本土新冠肺炎确诊病例76例（其中拉萨市46例、日喀则市3例、昌都市23例、那曲市4例）。新增无症状感染者389例（其中拉萨市152例、日喀则市141例、山南市14例、昌都市12例、那曲市43例、阿里地区27例）。
9月7日，西藏新增本土新冠肺炎确诊病例18例（其中拉萨市11例、日喀则市4例、昌都市2例、那曲市1例）。新增无症状感染者388例（其中拉萨市162例、日喀则市127例、山南市13例、昌都市18例、那曲市43例、阿里地区25例）。
9月8日，西藏新增本土新冠肺炎确诊病例20例（其中拉萨市8例、日喀则市4例、昌都市7例、那曲市1例）。新增无症状感染者347例（其中拉萨市150例、日喀则市118例、山南市12例、林芝市2例、昌都市7例、那曲市40例、阿里地区18例）。
9月9日，西藏新增本土新冠肺炎确诊病例16例（其中拉萨市7例、日喀则市5例、昌都市4例）。新增无症状感染者306例（其中拉萨市137例、日喀则市103例、山南市14例、昌都市5例、那曲市32例、阿里地区15例）。
9月10日，西藏新增本土新冠肺炎确诊病例16例（其中拉萨市7例、日喀则市5例、昌都市4例）。新增无症状感染者306例（其中拉萨市137例、日喀则市103例、山南市14例、昌都市5例、那曲市32例、阿里地区15例）。
9月11日，西藏新增本土新冠肺炎确诊病例10例（其中拉萨市8例、昌都市2例）。新增无症状感染者216例（其中拉萨市114例、日喀则市61例、山南市3例、那曲市29例、阿里地区9例）。
9月12日，西藏新增本土新冠肺炎确诊病例11例（其中拉萨市9例、日喀则市1例、那曲市1例）。新增无症状感染者199例（其中拉萨市128例、日喀则市42例、山南市1例、那曲市20例、阿里地区8例）。
9月13日，西藏新增本土新冠肺炎确诊病例8例（其中拉萨市7例、那曲市1例）。新增无症状感染者129例（其中拉萨市88例、日喀则市28例、山南市1例、林芝市1例、那曲市8例、阿里地区3例）。
9月14日，西藏新增本土新冠肺炎确诊病例9例（其中拉萨市8例、昌都市1例）。新增无症状感染者101例（其中拉萨市78例、日喀则市19例、那曲市4例）。
9月15日，西藏新增本土新冠肺炎确诊病例10例（其中拉萨市9例、昌都市1例）。新增无症状感染者108例（其中拉萨市95例、日喀则市12例、昌都市1例）。
9月16日，西藏新增本土新冠肺炎确诊病例10例（其中拉萨市9例、昌都市1例）。新增无症状感染者56例（其中拉萨市40例、日喀则市11例、昌都市1例、那曲市4例）。
9月17日，拉萨市政府召开新型冠状病毒肺炎疫情防控工作第十一场新闻发布会。拉萨市委常委、常务副市长占堆和拉萨市城关区委常委、常务副区长隋兴国针对疫情防控过程中存在的问题，向市民和因疫情滞留拉萨的人员公开道歉。占堆表示，拉萨的疫情防控工作暴露出短板和弱项。当日西藏新增本土新冠肺炎确诊病例6例（为拉萨市报告）。新增无症状感染者39例（其中拉萨市27例、日喀则市9例、昌都市1例、那曲市2例）。
9月18日，西藏新增本土新冠肺炎确诊病例11例（为拉萨市报告）。新增无症状感染者187例（其中拉萨市178例、日喀则市7例、昌都市2例）。
9月19日，西藏新增本土新冠肺炎确诊病例16例（为拉萨市报告）。新增无症状感染者160例（其中拉萨市149例、日喀则市5例、昌都市3例、那曲市3例）。
9月20日，西藏新增本土新冠肺炎确诊病例13例（其中拉萨市12例、那曲市1例）。新增无症状感染者155例（其中拉萨市144例、日喀则市7例、昌都市1例、那曲市3例）。当日拉萨市当雄县、尼木县、林周县、墨竹工卡县、达孜区、曲水县、堆龙德庆区和文创园区、柳梧新区、经开区在现有基础上进一步有序恢复生产生活秩序。
9月21日，西藏新增本土新冠肺炎确诊病例13例（为拉萨市报告）。新增无症状感染者143例（其中拉萨市134例、日喀则市6例、那曲市3例）。
9月22日起，西藏实施新的离藏疫情防控标准，离藏人员向所在社区报备，在社区管理下离开前5天采取“五天三检”措施，结果全部阴性，“点对点”闭环转运至机场、火（汽）车站、陆路离藏卡口，凭“五天三检”核酸阴性结果和藏易通绿码等，增加1次抗原检测阴性离藏。当日西藏新增本土新冠肺炎确诊病例9例（为拉萨市报告）。新增无症状感染者131例（其中拉萨市120例、日喀则市4例、昌都市1例、那曲市6例）。
9月23日，西藏新增本土新冠肺炎确诊病例11例（为拉萨市报告）。新增无症状感染者111例（其中拉萨市104例、日喀则市5例、昌都市1例、那曲市1例）。
9月24日，西藏新增本土新冠肺炎确诊病例8例（为拉萨市报告）。新增无症状感染者103例（其中拉萨市96例、日喀则市4例、那曲市3例）。
9月25日，西藏新增本土新冠肺炎确诊病例9例（拉萨市9例）。新增无症状感染者89例（拉萨市83例、日喀则市1例、林芝市1例、那曲市4例）。
9月26日，西藏新增本土新冠肺炎确诊病例11例（为拉萨市报告）。新增无症状感染者83例（其中拉萨市76例、日喀则市2例、那曲市4例、阿里地区1例）。
9月27日，西藏新增本土新冠肺炎确诊病例13例（为拉萨市报告）。新增无症状感染者132例（其中拉萨市126例、日喀则市1例、那曲市4例、阿里地区1例）。
9月28日，西藏新增本土新冠肺炎确诊病例5例（为拉萨市报告）。新增无症状感染者85例（其中拉萨市77例、日喀则市2例、那曲市6例）。
9月29日，西藏新增本土新冠肺炎确诊病例6例（为拉萨市报告）。新增无症状感染者66例（其中拉萨市60例、日喀则市2例、那曲市4例）。
9月30日，西藏新增本土新冠肺炎确诊病例5例（为拉萨市报告）。新增无症状感染者59例（其中拉萨市53例、日喀则市1例、林芝市1例、那曲市4例）。当日西藏自治区人民政府印发《关于稳经济若干临时性措施》，明确出台第五轮“冬游西藏”奖励补助政策，恢复本地游消费券发放，所有A级以上景点对西藏常住居民免收旅游门票至2023年3月15日，有条件的地（市）可面向全区推行旅游优惠年卡；援藏抗疫人员终身享受西藏全境游免门票政策。
10月1日，西藏新增本土新冠肺炎确诊病例5例（为拉萨市报告）。新增无症状感染者49例（其中拉萨市46例、日喀则市1例、那曲市2例）。
10月2日，西藏新增本土新冠肺炎确诊病例6例（为拉萨市报告）。新增无症状感染者43例（其中拉萨市41例、日喀则市2例）。
10月3日，西藏新增本土新冠肺炎确诊病例6例（为拉萨市报告）。新增无症状感染者47例（其中拉萨市38例、日喀则市3例、那曲市6例）。
10月4日，西藏新增本土新冠肺炎确诊病例5例（为拉萨市报告）。新增无症状感染者37例（其中拉萨市34例、日喀则市1例、林芝市2例）。
10月5日，西藏新增本土新冠肺炎确诊病例4例（为拉萨市报告）。新增无症状感染者36例（其中拉萨市33例、那曲市3例）。
10月6日，西藏新增本土新冠肺炎确诊病例5例（为拉萨市报告）。新增无症状感染者30例（其中拉萨市29例、林芝市1例）。
10月7日，自由亞洲電台表示，在清零政策下拉萨至少有5名藏人自杀身亡。当日西藏新增本土新冠肺炎确诊病例4例（为拉萨市报告）。新增无症状感染者27例（为拉萨市报告）。
10月8日，西藏新增本土新冠肺炎确诊病例4例（为拉萨市报告）。新增无症状感染者29例（其中拉萨市26例、日喀则市1例、那曲市1例、阿里地区1例）。
10月9日，西藏新增本土新冠肺炎确诊病例5例（为拉萨市报告）。新增无症状感染者23例（其中拉萨市22例、阿里地区1例）。
10月10日，西藏新增本土新冠肺炎确诊病例4例（为拉萨市报告）。新增无症状感染者21例（为拉萨市报告）。
截至10月11日，林芝市城市公交、出租汽车、县际县内客运班线基本恢复运营；昌都市主城区、洛隆县出租汽车已基本恢复运营，公交车和县际班线也基本恢复运营；山南市、那曲市的城市公交、出租汽车也在分批次逐步恢复运营。拉萨市、日喀则市、山南市、那曲市、阿里地区分别安排80辆客运车辆，为出藏人员前往机场、火车站提供“最先一公里”出行服务。西藏自治区指导各地交通运输部门逐步恢复道路客运及城市交通运输服务。当日西藏新增本土新冠肺炎确诊病例5例（为拉萨市报告），新增无症状感染者19例（为拉萨市报告）。
10月12日，西藏新增本土新冠肺炎确诊病例3例（为拉萨市报告），新增无症状感染者16例（其中拉萨市15例、林芝市1例）。
10月13日，西藏新增无症状感染者8例（其中拉萨市7例、林芝市1例）。
10月14日，西藏新增本土新冠肺炎确诊病例2例（为拉萨市报告），新增无症状感染者8例（其中拉萨市7例、林芝市1例）。
10月15日，西藏新增本土新冠肺炎确诊病例1例（为拉萨市报告），新增无症状感染者6例（其中拉萨市5例、林芝市1例）。
10月16日，西藏新增本土新冠肺炎确诊病例2例（为拉萨市报告），新增无症状感染者6例（为拉萨市报告）。
10月17日，西藏新增本土新冠肺炎确诊病例2例（为拉萨市报告），新增无症状感染者6例（其中拉萨市5例、林芝市1例）。
10月18日，西藏新增本土新冠肺炎确诊病例2例（为拉萨市报告），新增无症状感染者6例（为拉萨市报告）。
10月19日，西藏新增本土新冠肺炎确诊病例1例（为拉萨市报告），新增无症状感染者2例（为拉萨市报告）。
10月20日，西藏新增无症状感染者4例（其中拉萨市3例，那曲市1例）。
10月21日，西藏自治区宣布全面有序恢复生产生活秩序。通知指出，有序取消小区（院落）封闭式、半封闭式管控措施，逐步恢复居民小区（院落）常态管理和人员通行，放宽快递、维修、外卖等居民日常生活所需服务人员的进出限制；有序恢复正常工作秩序和生产经营，有序开展农牧业生产；全区学校有序安排师生返校（园）复学。全面恢复各类医疗机构正常执业活动。各级政府服务大厅全面恢复正常窗口服务；逐步推动餐饮等生活服务业全面恢复营业，有序开放城乡商超、集市和农贸市场；逐步开放图书馆、美术馆、文化馆、博物馆、体育馆、宗教活动场所，有序开放各类景区景点、旅游度假区和公园绿地。推动酒店住宿业恢复营业，逐步恢复影院、网吧等休闲娱乐场所复工营业；公共交通以及各类车辆逐步恢复运行和通行。邮政快递业有序恢复处理中心和营业网点业务。在藏人员持72小时以内核酸检测阴性证明方可进入公共场所、乘坐公共交通工具、返校、复工，并严格扫场所码。继续严格执行人员进出藏有关疫情防控要求，区内跨地市人员流动凭“三天两检”核酸检测阴性证明。当日西藏新增本土新冠肺炎确诊病例2例（为拉萨市报告），新增无症状感染者4例（为拉萨市报告）。
10月22日，西藏新增本土新冠肺炎确诊病例2例（为拉萨市报告），新增无症状感染者4例（为拉萨市报告）。
10月23日，西藏新增本土新冠肺炎确诊病例1例（为拉萨市报告），新增无症状感染者4例（其中拉萨市3例，林芝市1例）。
10月24日，西藏新增本土新冠肺炎确诊病例1例（为拉萨市报告），新增无症状感染者5例（其中拉萨市4例，那曲市1例）。
10月25日，西藏新增本土新冠肺炎确诊病例1例（为拉萨市报告），新增无症状感染者7例（其中拉萨市6例，林芝市1例）。
10月26日，西藏新增本土新冠肺炎确诊病例2例（为拉萨市报告），新增无症状感染者6例（为拉萨市报告）。當天有许多汉人、藏人聚集在拉萨街头，对封城超过70天表达不满。拉萨警方在答复自由亚洲电台時表示当地有"警情"、但没有聚集、也没有抓人。
10月27日，西藏新增本土新冠肺炎确诊病例1例（为拉萨市报告），新增无症状感染者5例（为拉萨市报告）。
10月28日，西藏新增本土新冠肺炎确诊病例1例（为拉萨市报告），新增无症状感染者2例（为拉萨市报告）。
10月29日，西藏新增无症状感染者2例（为拉萨市报告）。
10月30日，西藏新增本土新冠肺炎确诊病例0例，新增无症状感染者4例（其中拉萨市2例，那曲市2例）。
12月4日起，拉萨市逐步恢复城市公交运营线路。

## 免职
2022年8月14日，拉萨市卫生健康委员会党组书记、副主任范跃平，市卫生健康委员会主任次旦卓嘎，市疾病预防控制中心党支部书记阿米，因疫情防控工作落实不到位而被免职；拉萨市委决定，市政府秘书长、机关党组书记侯飞兼任市卫生健康委员会党组书记、副主任，任命尼玛为市卫生健康委员会党组副书记、提名为市卫生健康委员会主任人选，市卫健委党组成员、副主任严周忠兼任市疾病预防控制中心主任。
8月27日，拉萨22名干部因疫情防控問題被處罰，其中5人被免职。
8月28日，因疫情防控問題，拉萨市市委常委、城关区区委书记张正被免职。
截至8月31日，西藏对113名干部進行處罰。

## 處罰
2022年9月20日，西藏自治区委员会网信办表示，日喀则市7人因涉嫌散布疫情谣言被起诉。同一天，西藏自治区互联网违法和不良信息举报中心表示，拉萨警方查处了471起行政案件，对786人进行行政处罚。